# Buire-Courcelles
Buire-Courcelles är en kommun i departementet Somme i regionen Hauts-de-France i norra Frankrike. Kommunen ligger i kantonen Péronne som tillhör arrondissementet Péronne. År 2022 hade Buire-Courcelles 219 invånare.

## Befolkningsutveckling
Antalet invånare i kommunen Buire-Courcelles
| Referens: INSEE |